# Eustacjusz (Dimitrakiew)
Eustacjusz, imię świeckie Georgi Dimitrakiew (ur. 1832 w Golamym Bełowie, zm. 9 grudnia 1885 w Konstantynopolu) – biskup Egzarchatu Bułgarskiego.

## Życiorys
Pochodził z rodziny kupieckiej. Kształcił się w szkołach w Pazardżiku i w Płowdiwie, następnie w wieku 18 lat został postrzyżony na mnicha w Monasterze Rylskim. W 1853 r. przeniósł się do wspólnoty klasztornej Zografu na Athosie. Uczył się w seminarium duchownym na Chalki oraz w szkole duchownej w Jassach, następnie ukończył seminarium duchowne w Kijowie, a w 1866 r. - Moskiewską Akademię Duchowną, uzyskując stopień kandydata nauk teologicznych. Z Rosji udał się do Berlina, gdzie jako wolny słuchacz uczęszczał na wykłady z zakresu filozofii, natomiast w latach 1867-1870 studiował w Paryżu medycynę. Ostatecznie wrócił do monasteru Zografu i otworzył przy nim szpital, w którym sam praktykował. Władał językami rosyjskim, francuskim, tureckim i greckim.
W 1872 r., po powstaniu Egzarchatu Bułgarskiego, został wyświęcony na biskupa w jego jurysdykcji i mianowany metropolitą pelagonijskim, z katedrą w Bitoli. Władze tureckie nie zgodziły się jednak na jego wyjazd do Bitoli, gdyż w mieście funkcjonowała już eparchia Patriarchatu Konstantynopolitańskiego, a jego hierarchowie nie zgodzili się na to, by równolegle zaistniała struktura przeznaczona dla prawosławnych Bułgarów i Macedończyków. 
W 1874 r. Eustacjusz otrzymał nową nominację, na metropolitę niszawskiego z katedrą w Pirocie. Miejscowi wierni prawosławni byli podzieleni na Serbów i Bułgarów, każda grupa opowiadała się za wcieleniem miasta do własnego państwa narodowego, a także do odpowiedniego autokefalicznego Kościoła prawosławnego. Pirot na mocy pokoju w San Stefano powinien znaleźć się w granicach Księstwa Bułgarii, jednak w 1877 r. wkroczyły do niego wojska serbskie. Metropolita Eustacjusz natychmiast znalazł się w konflikcie z nową serbską administracją, domagając się przekazania miasta Bułgarii. Pisał do tymczasowych przedstawicieli władz rosyjskich w Bułgarii z prośbą o interwencję. Starał się również wykorzeniać typowo serbskie obyczaje liturgiczne i paraliturgiczne, w tym zwyczaj świętowania slavy. Wiosną 1878 r. został aresztowany i odesłany do Kragujevca. Odzyskał wolność dzięki pośrednictwu Rosji. Kongres berliński przyznał Pirot i Niš Serbii. Wówczas Eustacjusz odszedł z katedry.
W 1879 r. był deputowanym bułgarskiego zgromadzenia konstytucyjnego, które przyjęło ustawę zasadniczą Księstwa Bułgarii. Następnie przez pewien czas kierował jako rektor szkołą teologiczną w Samokowie. Od 1883 do 1885 r. służył w Konstantynopolu w parafii Egzarchatu Bułgarskiego, w 1885 r. zarządzał krótko eparchią adrianopolską (odrińską) Egzarchatu. W tym samym roku zmarł i został pochowany w sąsiedztwie bułgarskiej cerkwi katedralnej w Edirne. 